# Ralph Gibney Hurlin
Ralph Gibney Hurlin auch in der Schreibvariante Ralph G. Hurlin (* 30. September 1888 in Antrim, Hillsborough County, New Hampshire; † 14. November 1992 in Savannah, Chatham County, Georgia) war ein US-amerikanischer Statistiker.

## Leben

### Familie und Ausbildung
Der aus der im Hillsborough County im Bundesstaat New Hampshire gelegenen Kleinstadt Antrim stammende Ralph Gibney Hurlin, Sohn des Henry Albert Hurlin und dessen Ehegattin Mary Mernetta Gibney, graduierte nach dem Besuch der öffentlichen Schulen 1908 an der Colby Academy in New London im Bundesstaat New Hampshire. Daran anschließend wandte er sich dem Studium der Biologie an der Brown University in Providence im Bundesstaat Maine zu, dort erwarb er 1912 den akademischen Grad eines Bachelor of Arts, 1915 erfolgte seine Promotion zum Ph. D.
Ralph Gibney Hurlin heiratete in erster Ehe am 14. Juni 1916 die aus Providence gebürtige Helen Humphry Wood (1892–1956). Dieser Verbindung entstammten die Töchter Barbara Starr und Mary Wood. In zweiter Ehe vermählte Hurlin sich 1968 mit der pensionierten Lehrerin Marion Clifton Conneff (1899–2002). Ralph Gibney Hurlin, der nach seinem Eintritt in den Ruhestand vom New Yorker Stadtteil Jackson Heights nach Savannah übergesiedelt war, verstarb dort im November 1992 nach längerer Krankheit im hohen Alter von 104 Jahren im Hospice House.

### Beruflicher Werdegang
Ralph Gibney Hurlin war während seiner Studienzeit an der Brown University als Assistant in Biology eingesetzt. Nach seinem Abschluss folgte er einem Ruf als Instructor in Biology an die Clark University nach Worcester im Bundesstaat Massachusetts, dort  erfolgte 1916 seine Beförderung zum Assistant Professor. Im Juni 1918 trat Hurlin der US Army in der Funktion des Chief der Report Section der Statistics Branch des War Department in Washington, D.C. bei. Hurlin, der zunächst den Dienstrang eines First Lieutenant, später jenen eines Captain, zuletzt jenen eines Major bekleidete, schied im Oktober 1919 aus.
In unmittelbarer Folge wechselte Ralph Gibney Hurlin in der Position eines Statistician zur Russell Sage Foundation nach Manhattan in New York City, 1920 wurde er dort zum Director des Department of Statistics bestellt. Hurlin war zusätzlich von 1931 bis 1935 als Chairman des Advisory Committee on Statistics des New York State Department of Social Welfare, von 1934 bis 1935 als Director der Division of Statistics des New York City Emergency Relief Bureau sowie seit 1932 als Consultant in Social Statistics des United States Children's Bureau eingesetzt, 1963 legte er seine Funktionen zurück.
Ralph Gibney Hurlin, der insbesondere mit sozialstatistischen Abhandlungen hervortrat, hielt ein Fellowship in der American Association for the Advancement of Science sowie Mitgliedschaften in der American Statistical Association, dort übte er zwischen 1928 und 1929 das Amt des Vice President aus, der American Economic Association, der American Sociological Association, der Academy of Political Science, der American Genetic Association, der American Association of Social Workers, der Phi Beta Kappa, der Sigma Xi sowie der Delta Upsilon inne.

## Schriften
- zusammen mit William Arthur Berridge: Employment statistics for the United States : a plan for their national collection and a handbook of methods recommended by the Committee on governmental labor statistics of the American statistical association, Russell Sage Foundation, New York, 1926
- Salaries and vacations in family case work in 1929, Russell Sage Foundation, New York, 1930
- zusammen mit Margaret Hope Hogg: The incidence of work shortage; report of a survey by sample of families made in New Haven, Connecticut, in May-June, 1931, Russell Sage Foundation, New York, 1932
- Salaries in medical social work in 1937, in: Pamphlets (Russell Sage Foundation. Department of Statistics), St. 9., Russell Sage Foundation, New York, 1938
- Statistics in the administration of a public welfare program, in: Papers on relief statistics, no. 5, Joint Committee on Relief Statistics of the American Public Welfare Association and the American Statistical Association, New York, 1938
- Salaries and qualifications of child welfare workers in 1941, in: Pamphlets (Russell Sage Foundation. Department of Statistics), St. 11., Russell Sage Foundation, New York, 1943
- Salaries and qualifications of YWCA professional workers, in: Pamphlets (Russell Sage Foundation. Department of Statistics), St. 12., Russell Sage Foundation, New York, 1943
- Operation statistics of selected family casework agencies, 1945 : withe trend data for the period 1936 to 1945, Russell Sage Foundation, New York, 1946
- zusammen mit Sadie Saffian, Carl Epler Rice: Causes of blindness among recipients of aid to the blind, Federal Security Agency, Social Security Administration, Bureau of Public Assistance, Washington, D.C., 1947
- Scheduled salaries for social work positions in hospitals in New York city, December, 1946, in: Pamphlets (Russell Sage Foundation. Department of Statistics), St. 20., Russell Sage Foundation, New York, 1947